# Luckenwalde
Luckenwalde – miasto w Niemczech w kraju związkowym Brandenburgia, siedziba powiatu Teltow-Fläming. Miasto leży ok. 50 km na południe od Berlina.

## Zabytki
Obiekty sakralne:
- gotycki kościół św. Jana Chrzciciela,
- neogotycki kościół św. Jakuba,
- neogotycki kościół św. Józefa,
- neogotycki kościół św. Piotra.

Inne:
- neorenesansowy ratusz.

## Gospodarka
W mieście rozwinął się przemysł metalowy, maszynowy oraz elektrotechniczny.

## Współpraca zagraniczna
- Bad Salzuflen, Nadrenia Północna-Westfalia
- Dieppe, Francja